# Aérostat

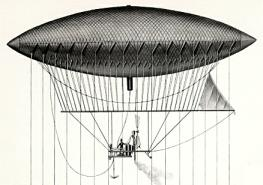
L'Aérostat Giffard en 1852, lors d'un vol de démonstration entre Paris et Élancourt.

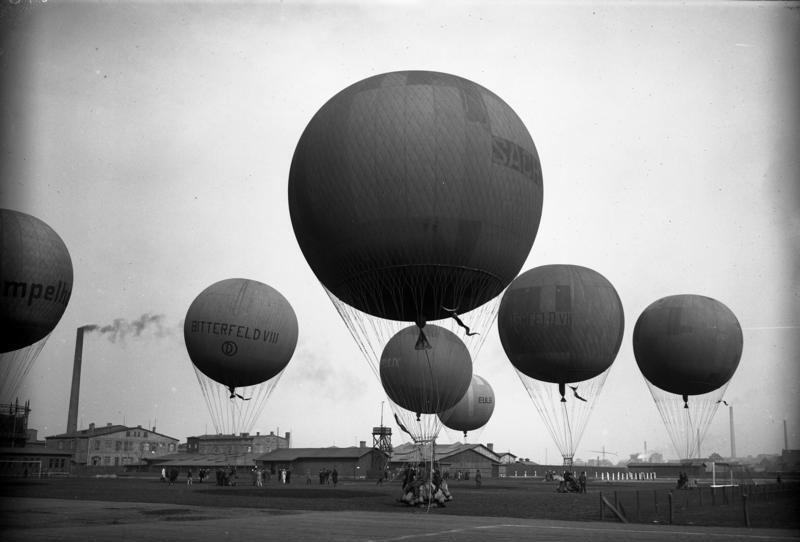
Préparations avant le départ d'un concours de ballons libres en Allemagne, en mai 1929, lors du grand printemps des ballons en vue de la prochaine compétition Gordon-Bennett-Wettfliegen de Los Angeles.

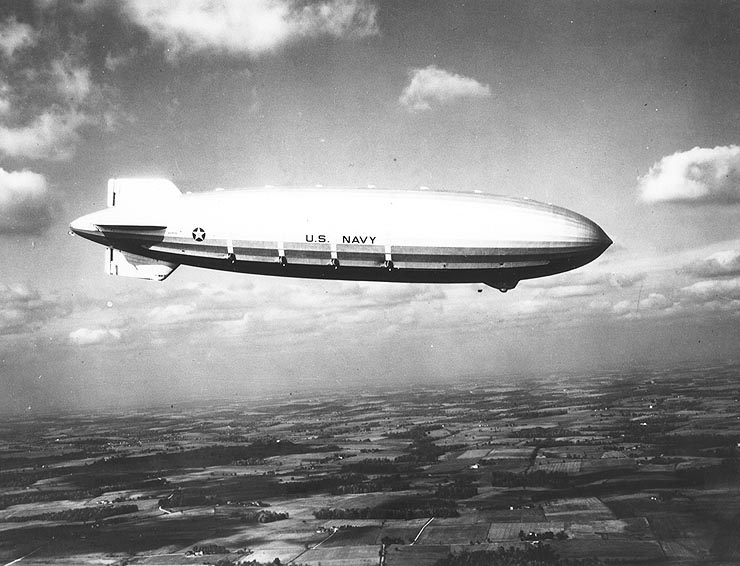
L'USS Akron (ZRS-4) en vol (1931)

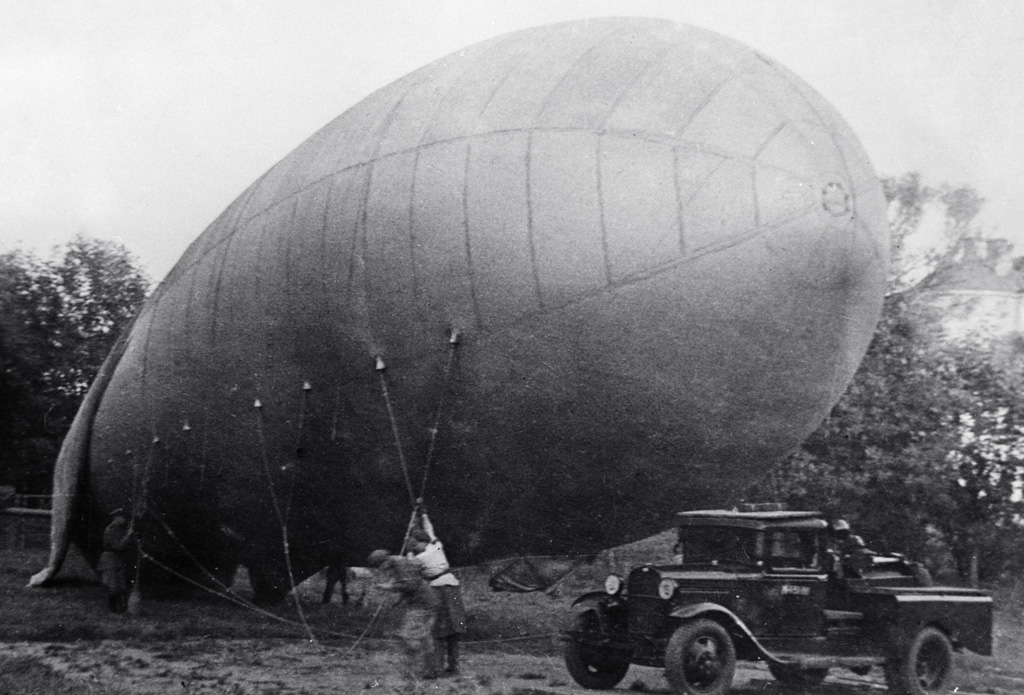
Aérostat de barrage
Photo Vladimir Granovskiy (1942)

Un aérostat est un aéronef dont la sustentation est assurée principalement par une force aérostatique, la poussée d'Archimède, contrairement aux aérodynes, dits « plus lourds que l'air », qui utilisent la portance aérodynamique de leur voilure. Cette catégorie d'aéronefs, parfois appelés « plus léger que l'air », inclut les ballons (non motorisés) et les dirigeables (motorisés). Le pilote d'un aérostat est un aéronaute, le terme « aérostier » désignant plus spécifiquement un aéronaute militaire.

## Principe de fonctionnement

### Origine du nom
Le nom d'« aérostat » a été inventé par l'Académie royale des sciences dès les premiers vols en 1783, pour désigner tout appareil pouvant s'élever et se maintenir en altitude grâce à la portance aérostatique.

### Description
Un aérostat est constitué, pour une part importante de son volume, d'une ou plusieurs enveloppes remplies d'un gaz plus léger que l'air ambiant, tel que de l'air chaud (dans le cas des montgolfières), de l'hydrogène ou de l'hélium.
La force qui lui permet de s'élever et de se maintenir en altitude est la portance aérostatique : c'est la poussée d'Archimède découlant de la différence de masse volumique entre le gaz contenu dans l'enveloppe de l'aérostat par rapport à l'air extérieur, plus dense. À l'équilibre, cette poussée compense exactement le poids de l'ensemble de l'aérostat, qui n'est donc alors pas « plus léger » mais « aussi léger » que l'air.

### Gaz assurant la sustentation

#### Air chaud
L'air se dilate en chauffant, ce qui diminue sa densité, lui permettant ainsi de s'élever. De petites montgolfières ou lanternes sont utilisées en Chine depuis l'Antiquité. Le premier aérostat moderne, fabriqué par les frères de Montgolfier, était à air chaud, cependant la plupart des premiers ballons étaient à gaz. L’intérêt pour le vol en montgolfière ne s’est réveillé que dans la seconde moitié du XXe siècle.

#### Hydrogène
Le dihydrogène (plus couramment appelé hydrogène) est le plus léger de tous les gaz. Un ballon à l'hydrogène ne nécessite pas de brûler du carburant et peut donc rester en l'air bien plus longtemps qu’une montgolfière à air chaud. Le premier ballon à hydrogène habité vola peu de temps après la montgolfière des Frères Montgolfier. L'hydrogène est rapidement devenu le gaz le plus courant pour les ballons et plus tard, les dirigeables. Cependant l'hydrogène est très inflammable, et après plusieurs accidents majeurs dans les années 1930 (notamment la catastrophe du dirigeable Zeppelin Hinderburg en 1937), il fut abandonné au profit de l'hélium.

#### Hélium
L'hélium présente l'avantage d'être ininflammable et non toxique. Il possède un pouvoir d'élévation presque équivalent (environ 92 %) à celui de l'hydrogène. Il n’a été découvert en quantité qu’au début du XXe siècle et pendant de nombreuses années, seuls les États-Unis en avaient assez pour l'utiliser dans des dirigeables. Presque tous les ballons à gaz et les dirigeables utilisent maintenant de l'hélium.

#### Le vide
Un quasi-vide permet de se passer totalement de la masse restante d'un gaz plus léger que l'air et permet théoriquement une force de levage plus élevée. En pratique, la résistance à la compression de l'enveloppe de l'aérostat, qui doit cependant rester suffisamment légère, est un problème non résolu aujourd'hui.

## Histoire

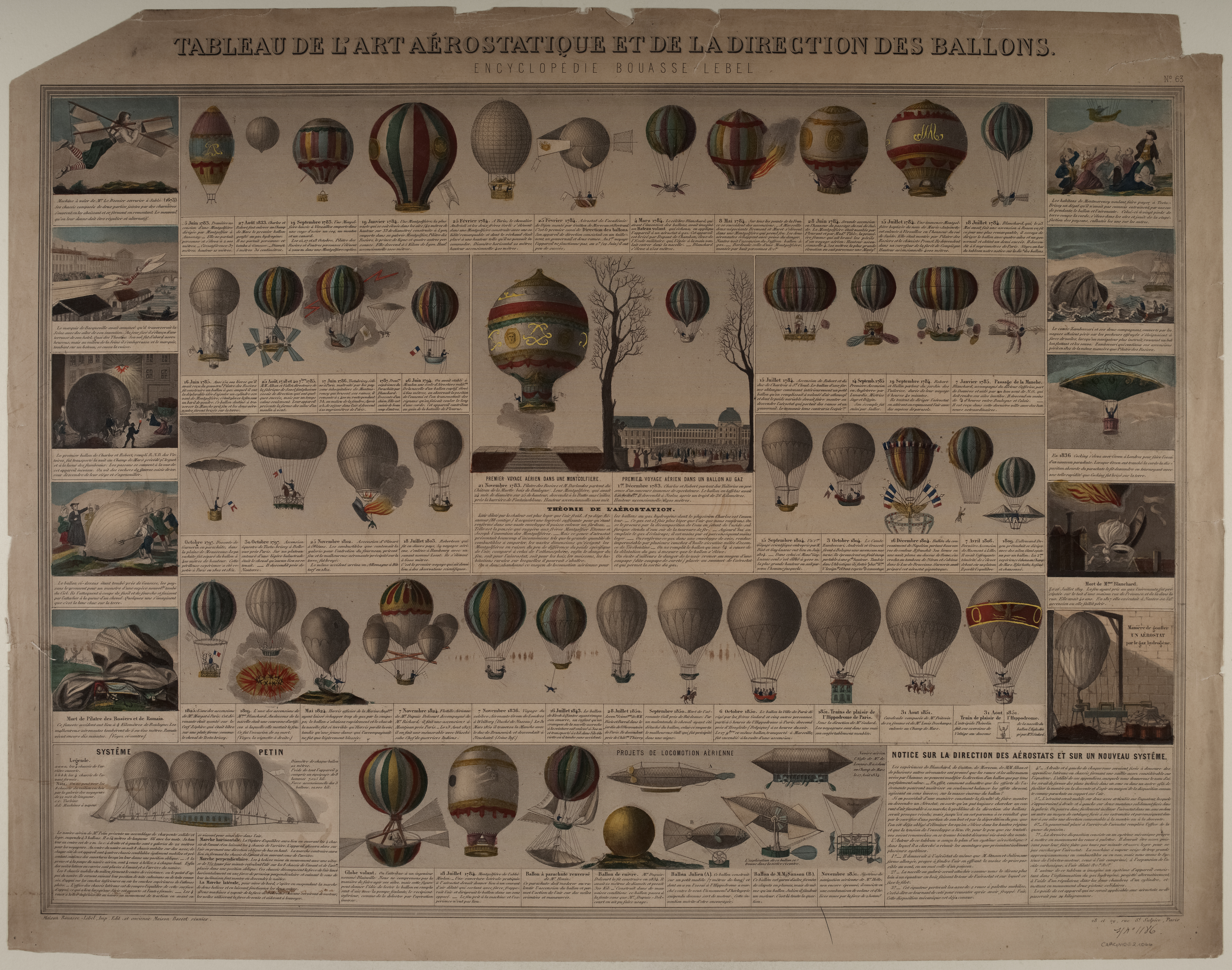
Tableau de l'art aérostatique et de la direction des ballons.

Ce principe était probablement connu des Chinois (inventeurs présumés du papier) : l'envol de petits ballons de papier gonflés à l'air chaud était pratiqué par eux (lanterne céleste). De nombreux précurseurs (entre autres Bartolomeu de Gusmão, Francesco Lana de Terzi et Joseph Galien (en)) ont illustré ce principe. Les premières applications pratiques d'envol d'engins plus importants ont été réalisées par les Français Joseph et Étienne de Montgolfier, et le physicien Jacques Charles.
- En 1736, un physicien portugais nommé Gusmann s'élève à l'aide d'un aérostat, mais l'expérience s'achève par un échec, le ballon s'accrochant à une corniche du palais royal[3].
- En 1782, les frères Montgolfier expérimentent des ballons de toile recouverte de papier, maintenus gonflés par un feu de paille et de laine entretenu sous l'orifice et vont jusqu'à envoyer des animaux dans les airs.
- Le 15 octobre 1783, Jean-François Pilâtre de Rozier devient le premier aéronaute[3].
- le 21 novembre 1783, « Pilâtre de Rosier et le Marquis François-Laurent d'Arlandes s'envolent à partir des jardins de la Muette, traversent la Seine à Passy et se posent - dix minutes plus tard - à la Butte-aux-Cailles après avoir atteint 1 000 mètres d'altitude[4]. »
- En décembre 1783, Charles Dallery fait voler un ballon aérostatique à Amiens. Devant le succès rencontré, des vols sont ensuite organisés à Abbeville, Arras et Saint-Omer.[Information douteuse]
- le 26 juin 1794, la bataille de Fleurus voit la première utilisation militaire d'un ballon d'observation, L'Entreprenant.
- Le 24 septembre 1852 L'aérostat Giffard est le premier ballon dirigeable à hélice et gouvernail, expérimenté de Paris à Élancourt, par Henri Giffard.
- Durant la Guerre franco-allemande de 1870, Léon Gambetta quitte Paris assiégé le 7 octobre à bord du ballon monté Armand-Barbès, pour arriver à Tours le 9, afin de rejoindre d'autres membres du Gouvernement de la Défense nationale.
- En 1873, est déposé par Joseph Spiess le brevet du seul et unique aérostat à coque rigide français, le Spiess, une année avant Ferdinand von Zeppelin.
- En 1875, trois aérostiers français dépassent 8 600 m à bord du Zénith, deux d'entre eux y trouvent la mort.
- Le 11 novembre 1906, c'est la première traversée des Alpes en ballon, signée par les Italiens Usuelli et Crespi à bord du Milano, partis de Milan pour Aix-en-Savoie (aujourd'hui Aix-les-Bains).
- En 1931, le professeur Auguste Piccard et son assistant dépassent 16 000 mètres dans une cabine pressurisée.
- Le 17 août 1978, Ben Abruzzo, Larry Newman et Maxie Anderson effectuent la première traversée de l'Atlantique dans un ballon à l'hélium.

## Types d'aérostats

### Ballon
Un ballon est un aérostat non motorisé. ce peut être :
- un ballon libre, qui dérive en subissant la vitesse et la direction du vent, mais peut se diriger en faisant varier son altitude. Du fait qu'un ballon libre vole à la même vitesse que le vent, pour les passagers, le vol est très calme car il n'y a aucun vent relatif. Ces ballons furent utilisés en tant qu'armement par les Japonais (projet Fugo) ;
- un ballon captif, maintenu par câble, Sa hauteur est contrôlée par un treuil, sa portance équilibre son poids et la traction du câble. Les ballons captifs ont été utilisés en tant que ballons d'observation, ballons de barrage, ballons d'espionnage.

On distingue :
- montgolfière (ballon à air chaud) ;
- ballon à gaz ou « Charlière » ;
- rozière, un ballon mixte comprenant une enveloppe à gaz entourée d'une montgolfière ;
- ballon solaire, utilisant le rayonnement solaire pour chauffer l'intérieur du ballon ;
- ballon stratosphérique, un ballon à gaz conçu pour monter dans la stratosphère, dont le ballon-sonde.

### Dirigeable

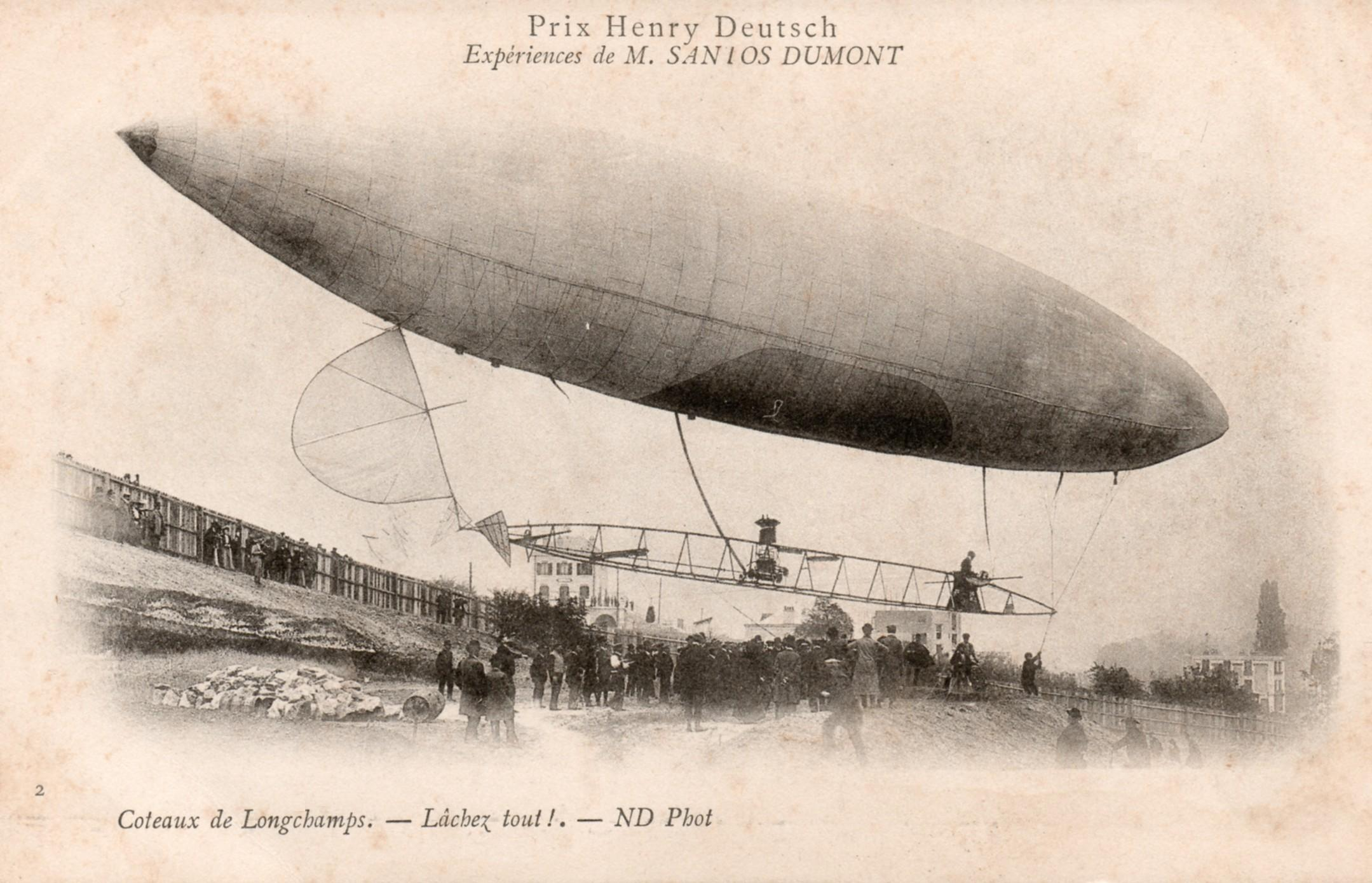
Dirigeable souple Santos-Dumont en 1901.

Un « ballon dirigeable » est un ballon muni d'un ou plusieurs moteurs et de gouvernes permettant d'en contrôler la direction, la vitesse et la hauteur. Cette classe d’aérostats se divise en trois catégories : les rigides, les semi-rigides et les enveloppes-souples :
- un dirigeable rigide possède des poches de gaz entourées d'un cadre recouvert d'une peau étanche (ex. : Zeppelin et R100) ;
- un semi-rigide possède une poche de gaz dégonflable mais un cadre pour le maintenir en place (ex. : Lebaudy, Clément-Bayard[7], Zeppelin NT) ;
- un dirigeable à enveloppe souple se gonfle comme un ballon, appelé « blimp » en anglais (ex. : le dirigeable La France de Renard et Krebs, les modèles Parseval et Santos-Dumont). Les Zeppy, à propulsion humaine, appartiennent à cette catégorie des ballons à enveloppe souple.